# Rucellaijeva palača
Rucellaijeva palača je mestna hiša iz 15. stoletja na ulici Via della Vigna Nuova v Firencah, v Italiji. Večina raziskovalcev verjame, da je palača zasnoval za Giovanni di Paolo Rucellaija, Leon Battista Alberti med letoma 1446 in 1451 in jo vsaj delno izvedel Bernardo Rossellino. Njena čudovita fasada je bila ena prvih, ki je poudarila nove zamisli renesančne arhitekture, ki so temeljile na uporabi pilastrov in entablatur v sorazmernem odnosu med seboj. Rucellaijeva palača dokazuje vpliv oživljanja antičnih elementov, vendar to počne na način, ki je poln renesančne izvirnosti.

## Opis
Mreži podobna fasada, ki je bila dosežena z uporabo ponavljajoče sheme steber-preklada, daje temelj racionalni humanistični jasnosti. Kamnita maska te fasade ima kanalizirano rustiko in služi kot ozadje za gladke pilastre in preklade, ki delijo fasado v serijo trinadstropnih obokov. Tri nadstropja fasade imajo različne klasične sloge, tako kot v Koloseju, vendar s toskanskim redom spodaj, renesančnim originalom namesto jonskega reda na drugem nadstropju in zelo poenostavljen korintski red na najvišji ravni. Dvojna, polkrožno obokana okna v zgornjih nadstropij, imajo v lokih zelo izrazito paličevje, in izvirajo od pilastra do pilastra. Fasado je zaključena z drzno načrtovanim vencem.
Pritličje je bilo namenjeno za posel (družina Rucellai so bili pomembni bankirji) in so jo obkrožale klopi vzdolž ulične fasade. Drugo nadstropje (piano nobile) je bila glavna formalna sprejemnica, tretje pa zasebni družinski in spalni prostori. Četrto nadstropje oziroma podstrešje je bilo za služabnike skoraj brez oken precej temno v notranjosti.
Palača ima dvorišče (tri strani so bile prvotno obkrožene z arkadami), zgrajeno po zasnovi, ki je bila morda prilagojena Brunelleschijevi loži na njegovem Spedale degli Innocenti. Na trikotnem trgu Piazza dei Rucellai pred palačo, je postavljena pod pravim kotom  Loggia de' Rucellai, ki so jo uporabljali za družinska praznovanja, poroke in kot prostor javnih srečanj. Dve stavbi (palača in loža), ki sta skupaj z odprtim prostorom med njima (piazza), predstavljata eno najbolj prefinjenih mestnih kompozicij italijanske renesanse.

## Datacija in razvoj
Pri vsakem vrednotenju stilističnega pomena Rucellaijeve palače je treba upoštevati podobne florentinske rezidence obdobja, kot so Palazzo Medici Riccardi (kasneje Palazzo de' Medici), Palazzo Strozzino, Strozzijeva palača in Palazzo Spinelli. Natančno oceno arhitekturnega pomena Rucellaijeve palače je ovirala negotovost o tem, kdaj in kdo jo je zgradil. Tradicionalno in podprto z nekaterimi viri iz 16. stoletja, je datirana v obdobju 1446-51.
Leta 1974 je Charles Mack predlagal dvofazno gradbeno zgodovino palače, ki temelji na njegovi razlagi opisov lastnine, ki jih vsebujejo davčne izjave Giovannija Rucellaija, njegovih družin in sosedov . V teh davčnih evidencah je lokacija nepremičnine opredeljena z imenovanjem sosednjih družin ali ulic ali sosedov. Mack je tako lahko rekonstruiral lastniško zgodovino za to lokacijo, ki jo sedaj zaseda palača za ustrezno davčno leto. Kar je Mack odkril, utemeljuje lastno pričevanje Giovannija Rucellaija, da »sem iz osmih hiš naredil eno«. 
Evidence za davčno leto 1446 kažejo, da so Giovanni Rucellai in njegova bližnja družina živeli v hiši na vogalu Via della Vigna Nuova in v ozkih ulicah Via dei Palchetti. Očitno je nameraval razširiti svoje bivalne prostore v skladu z naraščajočim finančnim in državljanskim stanjem, na Via dei Palchetti je pridobil vrsto hiš. Kmalu zatem je hiša, ki se je spuščala po ulici Via della Vigna Nuova, v lasti njegove mame, prešla v roke Rucellaijev. Končno (1460) je bila hiša, ki je vodila do njegove matere, dodana v rastoči stanovanjski kompleks. Sedanja notranja razporeditev palače dokazuje aglutinacijski proces (sprijemanje), s katerim se je gradnja razvila. Do leta 1455 je bila ena od hiš Via dei Palchetti porušena in nadomeščena z dvoriščem, ki je bilo na treh straneh obkroženo z arkadami, katerih polkrožne loke so podpirali korintski stebri. Križno obokan koridor je povezal dvorišče z Via della Vigna Nuova.
Zunaj je mogoče na cesti Via dei Palchetti videti mešanico, na kateri je bila ustvarjena palača. Stoji na Piazza dei Rucellai in daje vtis slavne fasade, harmonične in enotne. Pri vizualni utrditvi treh ločenih hiš ob ulici Via della Vigna Nuova je Rucellai iskal fasado, ki bi poleg tega pričala o njegovem naprednem okusu in vidnem položaju v skupnosti. Točno kako je načrtovanje in izvedba te zgodovinske fasade potekala, ostaja negotovo. Paolo Sanpaolesi (1963), ki ga je napotila Brenda Preyer (1981), je predlagal dvofazno konstrukcijo fasade, pri čemer je prva (1450) to je pet obokov, ki pokrivajo pretekla stara stanovanja Giovannija in njegove mame, kasnejša dva razširjena oboka, ki pokrivata hišo, dodana leta 1460. Da Rucellai nikoli ni uspel dodati naslednje hiše v vrsti k svojemu gospodarstvu, bi pomenilo, da je fasada ostala nedokončana in en obok manj od osmih nameravanih.
Mack (1974) skupaj s Kurtom Forsterjem (1976) in Howardom Saalmanom (1966) so trdili, da bi to delo na fasadi čakalo na nakup tretjega premoženja ob ulici Via della Vigna Nuova in ga spodbudilo z zaroko Rucellijevega sina Bernarda hčerko Piera di Cosima de' Medici, Nannino leta 1461. Po tej teoriji bi lahko šele po formalni zaroki, lahko postavili oznake v frizih. Enako velja za oznake Medičejcev v obročih, ki zasedajo spandrele oken. To bi prestavilo gradnjo fasade palače na datum po letu 1461 in postavlja pod vprašaj njeno prvenstvo nad skoraj enakim oblikovanjem, uporabljenim pri Palazzo Piccolomini (ki ga je oblikoval Bernardo Rossellino 1459-62) v papeškem mestu Pienza.
- Podrobnosti fasade, ki jih je fotografiral Paolo Monti, 1972 Pritličje
- Zgornja okna
- Dodane slike

## Avtorstvo
To obdobje po letu 1461 ponovno postavlja vprašanje avtorstva. Na podlagi besed Giorgia Vasarija in nekaterih drugih pripomb od sredine do konca 16. stoletja, kot tudi po znani Giovannija Rucellija uporabi Leona Battiste Albertija kot arhitekta svojega kapele v sosednji cerkvi San Pancrazio in za dokončanje fasade Santa Maria Novella, je bil velik humanistični znanstvenik in umetniški teoretik običajno sprejet kot odgovoren za oblikovanje fasade Rucellaijeve palače. Vendar pa prvi komentarji o fasadi, izdelani v začetku 16. stoletja, ne omenjajo Albertija, temveč jo povežejo z Bernardom Rossellinom in sicer s tem, da je naredil model za palačo. To bi lahko pomenilo, da je bil odgovoren za fasado ali preprosto, da je naredil model po navodilih nekoga (to je Albertija).
Prvi, ki je dvomil o vlogi Albertija kot arhitekta, je bil Julius Schlosser, ki je napisal (1929), da je »Duh Bernarda Rosselina in ne Albertija, tukaj na delu«. Schlosserjevo mnenje so delili Leo Planiscig (1942), Howard Saalman (1966) in Mario Salmi (1967). Mack je svoje mnenje o davčnih informacijah, ki so nakazovale poznejši datum začetka fasadne faze projekta palače in morebitno prednost palače Piccolomini v Pienzi, potrdil za avtorstvo Bernarda Rossellina leta 1974, in dobil podporo Forsterja (1976) in Marvin Trachtenberga (2000). Kljub tem poskusom premišljevanja o fasadi in datumu nastanka ostaja splošna podpora Albertiju. Močne nasprotne argumente v njegovo korist so naredili Brenda Preyer (1981) in drugi. Medtem ko je vloga Bernarda Rossellina v preoblikovanju notranjosti palače, pri gradnji vstopnega prehoda in pri oblikovanju dvorišča splošno sprejeta, njegova vključenost s fasado in datum izvedbe ostajajo odprta vprašanja, ki bodo morda rešena le če bi se pojavili nekateri novi dokumentarni dokazi.